# Amylin Pharmaceuticals
Amylin Pharmaceuticals è una società biofarmaceutica con sede a San Diego, California, che è stata fondata nel 1987. Attualmente, la Amylin produce due farmaci, il Symlin (acetato di pramlintide) e il Byetta (exenatide). La Amylin sta sviluppando la produzione di un farmaco basato sulla leptina. Amylin fa parte della NASDAQ-100.